# Antoni Fisas i Planas

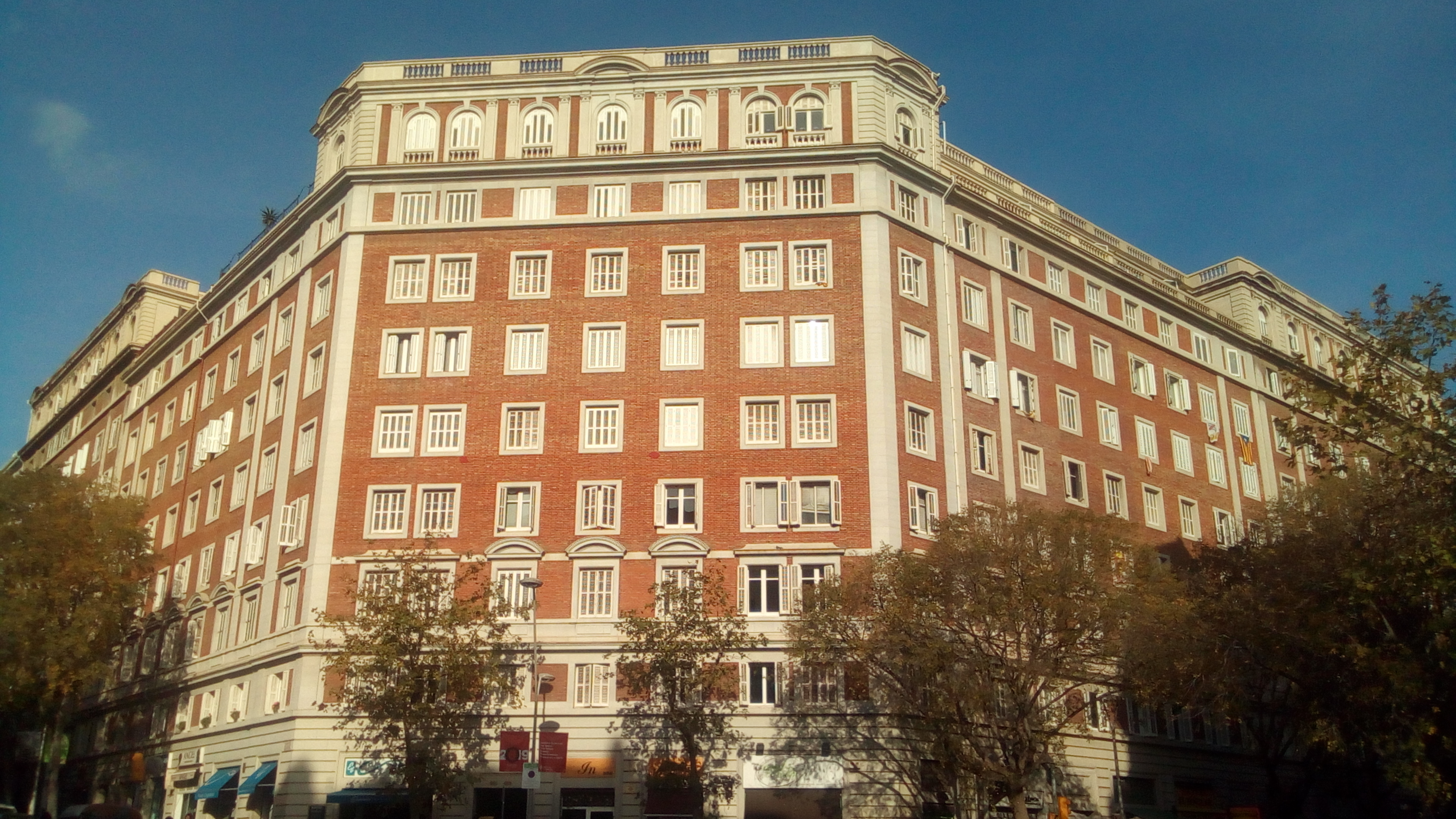
Edifici Bloc Clip (1949-1953), d'Antoni Fisas i Raimon Duran i Reynals, Barcelona

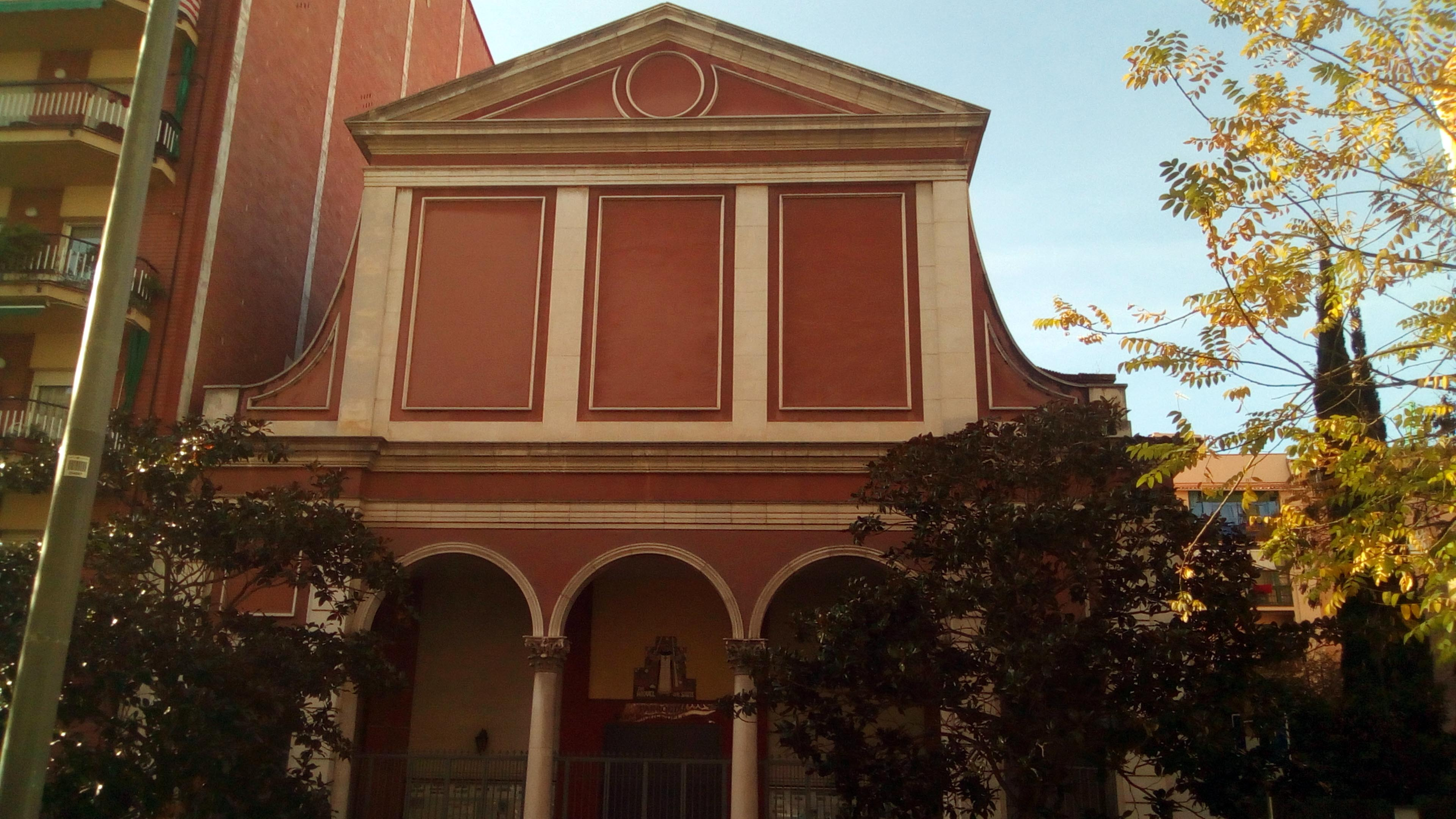
Església de Sant Miquel dels Sants (1950-1963), d'Antoni Fisas i Eugeni Pere Cendoya, Barcelona

Antoni Fisas i Planas (Barcelona, 1896 - ibidem, 1953) va ser un arquitecte català. Es va iniciar en el noucentisme, abans d'incursionar en el racionalisme. Va ser membre del GATCPAC entre 1932 i 1937. Posteriorment, va tornar a un estil classicista hereu del noucentisme inicial.

## Biografia
Va estudiar a l'Escola Tècnica Superior d'Arquitectura de Barcelona, on es va titular el 1923. El 1931 va construir un edifici d'habitatges al carrer Rector Ubach 19 de Barcelona. A l'any següent va elaborar el projecte d'església parroquial de la Mare de Déu del Pilar a Barcelona (carrer de Casanova 175), la construcció del qual es va iniciar el 1940; no obstant això, el 1947, quan només s'havia construït la cripta, les obres van ser paralitzades a causa del seu elevat cost. Finalment, es va construir un col·legi sobre la cripta, inaugurat el 1966.
El 1932 es va afiliar com a soci numerari al GATCPAC (Grup d'Arquitectes i Tècnics Catalans per al Progrés de l'Arquitectura Contemporània). Aquest grup va abordar l'arquitectura amb voluntat renovadora i alliberadora del classicisme noucentista, així com la d'introduir a Espanya els nous corrents internacionals derivats del racionalisme practicat a Europa per arquitectes com Le Corbusier, Ludwig Mies van der Rohe i Walter Gropius. El GATCPAC defensava la realització de càlculs científics en la construcció, així com la utilització de nous materials, com les plaques de fibrociment o uralita, a més de materials més lleugers com el vidre.
El 1933 va edificar el Sanatori Antituberculós de Puig d'Olena a Sant Quirze Safaja. El 1935 va realitzar amb Gabriel Amat l'Hospital de l'Esperança a Barcelona (carrer de Sant Josep de la Muntanya 12). A l'any següent va adaptar un convent en escola del CENU (c/ Larrard 13). El 1939 va construir un xalet a la carretera d'Esplugues 73 de Barcelona.
El 1943 va ser autor de l'església de Sant Genís a Vilassar de Dalt, d'un classicisme noucentista pròxim a les loggie florentines del Renaixement, amb una façana amb nàrtex de tres arcs de mig punt amb capitells corintis rematat per un frontó triangular.
El 1946 va dissenyar l'edifici de la seu social d'Antonio Puig S.A. de perfums i cosmètics, a la Travessera de Gràcia 9 de Barcelona, enderrocat el 2016.
Entre 1949 i 1953 va construir amb Raimon Duran i Reynals l'edifici Bloc Clip (Còrsega 571-597 / Lepant 334-348 / Indústria 122-136 / Padilla 301-317), que ocupa tota una illa de l'Eixample, en un estil sobri hereu del noucentisme, elaborat en pedra i maó vist.
Entre 1950 i 1963 va construir amb Eugeni Pere Cendoya l'església de Sant Miquel dels Sants a Barcelona (C/Escorial 163), un edifici d'estil pal·ladià amb un porxo d'arcs de mig punt entre columnes d'ordre corinti, coronat per un frontó triangular.
El 1954 va realitzar el santuari de la Verge del Remei a Castell del Remei (Penelles, Lleida), decorat interiorment amb pintures de Josep Obiols. És un temple d'un classicisme italianitzant que recorda els inicis noucentistes de l'arquitecte.